# Roannais Agglomération
Die Roannais Agglomération ist ein französischer Gemeindeverband in der Rechtsform einer Communauté d’agglomération im Département Loire, dessen Verwaltungssitz sich in dem Ort Roanne befindet. Der Gemeindeverband besteht aus 40 Gemeinden und zählt 101.851 Einwohner (Stand 2022) auf einer Fläche von 689,28 km². Präsident des Gemeindeverbandes ist Yves Nicolin.

## Geschichte
Sie wurde am 18. Dezember 2012 durch präfektoralen Erlass ins Leben gerufen und nahm ihre Arbeit am 1. Januar 2013 auf. Sie entstand durch Zusammenlegung 
- der Communauté d’agglomération Grand Roanne Agglomération,
- der Communauté de communes du Pays de la Pacaudière,
- der Communauté de communes de la Côte roannaise,
- der Communauté de communes de l’Ouest roannais
- und der Communauté de communes du Pays de Perreux

unter Aufnahme der Gemeinde Saint-Alban-les-Eaux.

## Aufgaben
Zu den vorgeschriebenen Kompetenzen gehören die Entwicklung und Förderung wirtschaftlicher Aktivitäten und des Tourismus sowie die Raumplanung auf Basis eines Schéma de Cohérence Territoriale. Der Gemeindeverband bestimmt die Wohnungsbaupolitik. In Umweltbelangen ist er für den Immissionsschutz sowie die Abwasserentsorgung, Müllabfuhr und Müllentsorgung zuständig. Er betreibt außerdem die Straßenmeisterei, Teile des öffentlichen Nahverkehrs und den Schulbusverkehr. Zusätzlich baut und unterhält der Verband Kultur- und Sporteinrichtungen und fördert Veranstaltungen in diesen Bereichen.

## Mitgliedsgemeinden
Folgende 40 Gemeinden gehören der Communauté d’agglomération Roannais Agglomération an:
| Gemeinde                           | Einwohner 1. Januar 2022 | Fläche km² | Dichte Einw./km² | Code INSEE | Postleitzahl |
| ---------------------------------- | ------------------------ | ---------- | ---------------- | ---------- | ------------ |
| Ambierle                           | 1.877                    | 30,76      | 61               | 42003      | 42820        |
| Arcon                              | 110                      | 19,19      | 6                | 42008      | 42370        |
| Changy                             | 680                      | 13,67      | 50               | 42049      | 42310        |
| Combre                             | 413                      | 4,01       | 103              | 42068      | 42840        |
| Commelle-Vernay                    | 3.041                    | 12,41      | 245              | 42069      | 42120        |
| Coutouvre                          | 1.067                    | 21,87      | 49               | 42074      | 42460        |
| La Pacaudière                      | 1.070                    | 20,61      | 52               | 42163      | 42310        |
| Le Coteau                          | 6.893                    | 4,89       | 1.410            | 42071      | 42120        |
| Le Crozet                          | 240                      | 13,31      | 18               | 42078      | 42310        |
| Lentigny                           | 1.794                    | 11,30      | 159              | 42120      | 42155        |
| Les Noës                           | 208                      | 15,68      | 13               | 42158      | 42370        |
| Mably                              | 7.246                    | 32,80      | 221              | 42127      | 42300        |
| Montagny                           | 1.100                    | 25,57      | 43               | 42145      | 42840        |
| Noailly                            | 814                      | 31,45      | 26               | 42157      | 42640        |
| Notre-Dame-de-Boisset              | 573                      | 9,10       | 63               | 42161      | 42120        |
| Ouches                             | 1.150                    | 10,12      | 114              | 42162      | 42155        |
| Parigny                            | 627                      | 9,15       | 69               | 42166      | 42120        |
| Perreux                            | 2.105                    | 41,35      | 51               | 42170      | 42120        |
| Pouilly-les-Nonains                | 2.165                    | 10,23      | 212              | 42176      | 42155        |
| Renaison                           | 3.220                    | 23,04      | 140              | 42182      | 42370        |
| Riorges                            | 11.034                   | 15,51      | 711              | 42184      | 42153        |
| Roanne                             | 35.364                   | 16,12      | 2.194            | 42187      | 42300        |
| Sail-les-Bains                     | 208                      | 21,11      | 10               | 42194      | 42310        |
| Saint-Alban-les-Eaux               | 909                      | 7,75       | 117              | 42198      | 42370        |
| Saint-André-d’Apchon               | 1.942                    | 13,44      | 144              | 42199      | 42370        |
| Saint-Bonnet-des-Quarts            | 338                      | 32,45      | 10               | 42203      | 42310        |
| Saint-Forgeux-Lespinasse           | 594                      | 16,19      | 37               | 42220      | 42640        |
| Saint-Germain-Lespinasse           | 1.222                    | 15,00      | 81               | 42231      | 42640        |
| Saint-Haon-le-Châtel               | 630                      | 0,87       | 724              | 42232      | 42370        |
| Saint-Haon-le-Vieux                | 961                      | 16,34      | 59               | 42233      | 42370        |
| Saint-Jean-Saint-Maurice-sur-Loire | 1.155                    | 23,57      | 49               | 42239      | 42155        |
| Saint-Léger-sur-Roanne             | 1.159                    | 4,51       | 257              | 42253      | 42155        |
| Saint-Martin-d’Estréaux            | 850                      | 29,60      | 29               | 42257      | 42620        |
| Saint-Rirand                       | 130                      | 16,43      | 8                | 42281      | 42370        |
| Saint-Romain-la-Motte              | 1.423                    | 27,56      | 52               | 42284      | 42640        |
| Saint-Vincent-de-Boisset           | 972                      | 4,11       | 236              | 42294      | 42120        |
| Urbise                             | 116                      | 15,50      | 7                | 42317      | 42310        |
| Villemontais                       | 1.045                    | 12,73      | 82               | 42331      | 42155        |
| Villerest                          | 5.175                    | 14,82      | 349              | 42332      | 42300        |
| Vivans                             | 231                      | 25,16      | 9                | 42337      | 42310        |
| Roannais Agglomération             | 101.851                  | 689,28     | 148              | –          | –            |